# Кірхдорф (Верхня Баварія)
Кірхдорф (нім. Kirchdorf) — громада в Німеччині, розташована в землі Баварія. Підпорядковується адміністративному округу Верхня Баварія. Входить до складу району Мюльдорф. Складова частина об'єднання громад Райхертсгайм.
Площа — 21,03 км2. Населення становить 1317 ос. (станом на 31 грудня 2020).

## Галерея

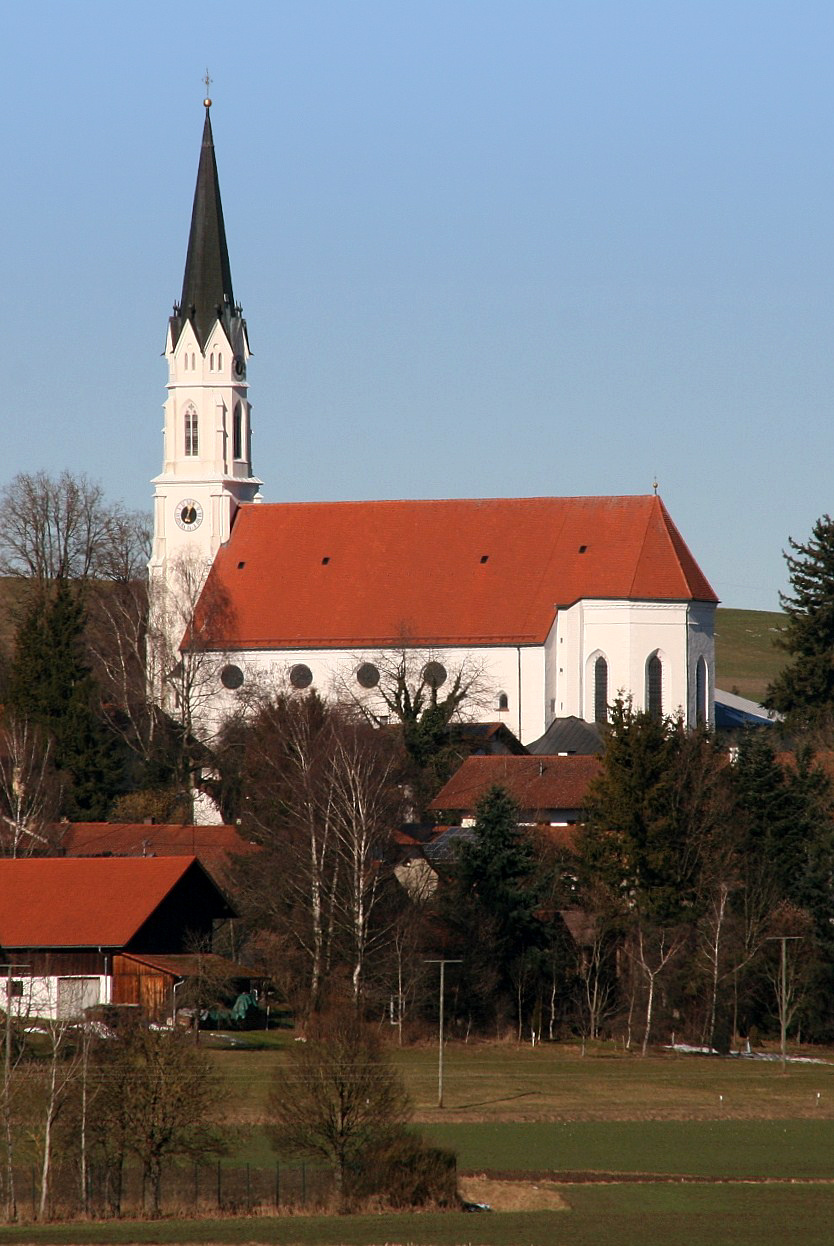